# Мерёжа (река)
Мерёжа — река в Вологодской области России, приток Чагодощи.
Вытекает из Мерёжского озера на территории Дубровского сельского поселения Бабаевского района. Течёт преимущественно на юго-восток. По правому берегу в 16 км от устья в Мерёжу впадает ручей Речица, в 6,2 км — река Косинка, в 3,5 км — Вешкин ручей. Устье Мерёжи находится в 15 км по правому берегу реки Чагодоща. Длина реки составляет 25 км. Единственный населённый пункт на берегах Мерёжи — деревня Мерёжа Лентьевского сельского поселения Устюженского района — расположен в 1 км от устья.

## Данные водного реестра
По данным государственного водного реестра России относится к Верхневолжскому бассейновому округу, водохозяйственный участок реки — Молога от истока и до устья, речной подбассейн реки — Реки бассейна Рыбинского водохранилища. Речной бассейн реки — (Верхняя) Волга до Куйбышевского водохранилища (без бассейна Оки).
Код объекта в государственном водном реестре — 08010200112110000007211.

### Притоки (км от устья)
- 6,2 км: река Косинка
- 16 км: ручей Речица